# Boxer (film)
Boxer (v anglickém originále The Boxer) je britsko-americké drama irského režiséra Jima Sheridana z roku 1997, natočené podle scénáře Terry George.

## Příběh
Boxer a bývalý člen IRA Danny (Daniel Day-Lewis) se po 14 letech v britském vězení vrací do rodného Belfastu. I přes pokračující nepokoje se rozhodne nezapojovat do aktivit Irské republikánské armády, žít v míru a věnovat se pouze boxu. S cílem propojovat komunity otevře za podpory někdejšího trenéra starou tělocvičnu, do které chodí mladí kluci věnovat se sportu. Při obnově tělocvičny narazí na zásilku výbušnin pod pódiem. Danny se setkává se svou dávnou láskou Maggie (Emily Watson), která je ovšem nyní provdána za uvězněného prominentního člena IRA. Vzájemná náklonnost spustí sérii událostí s tragickým koncem.

## Produkce
Rozpočet filmu byl 4,7 milionu dolarů, celosvětové tržby byly 16,5 milionu dolarů.[nenalezeno v uvedeném zdroji] Premiéra v ČR proběhla 19. března 1998.